# Camptoceras hirasei
Camptoceras hirasei é uma espécie de gastrópode  da família Planorbidae.
É endémica de Japão.